# 18555 Курант
18555 Курант (18555 Courant) — астероїд головного поясу, відкритий 4 лютого 1997 року.
Тіссеранів параметр щодо Юпітера — 3,311.